# Biatlon de vară

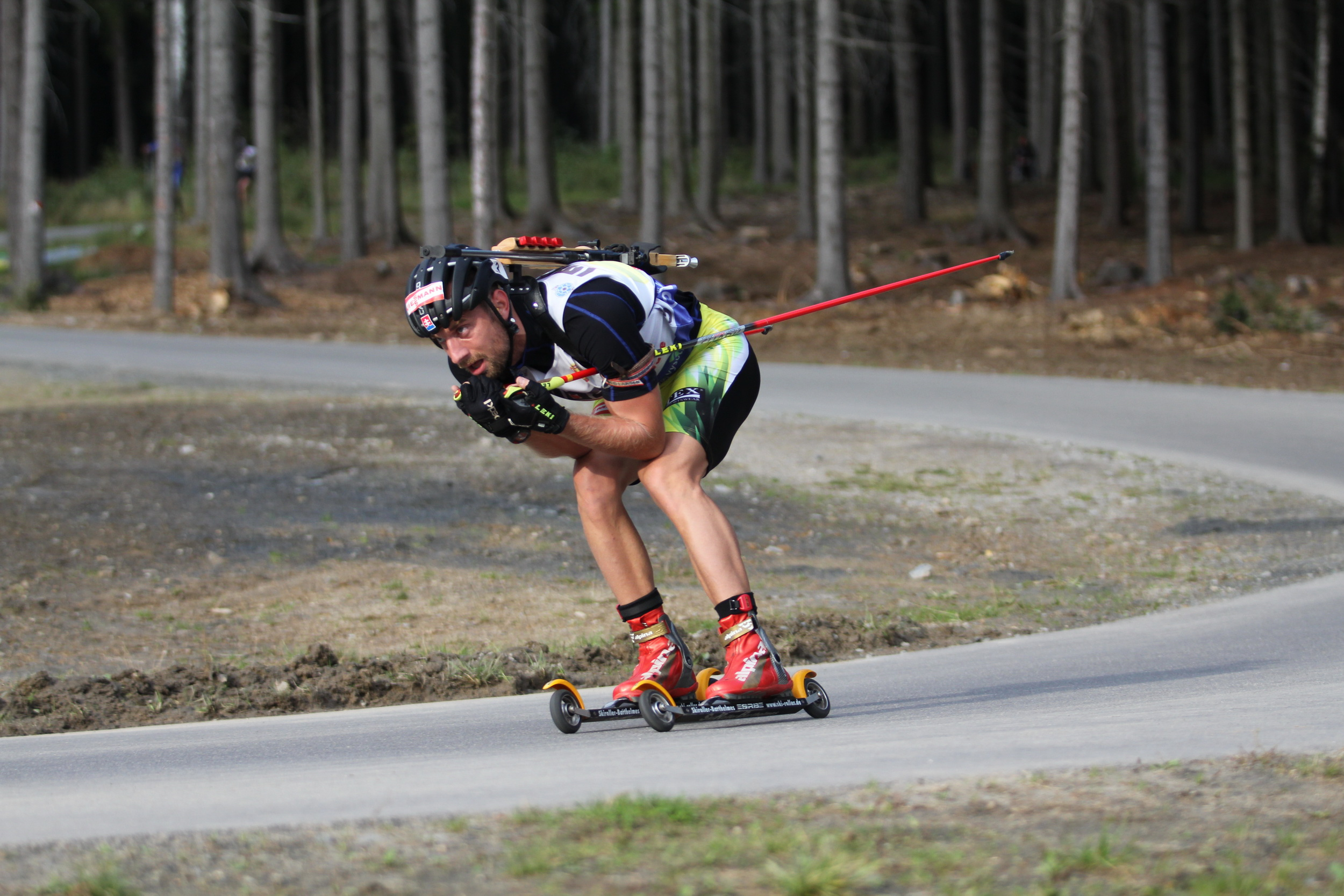
Biatlon de vară: schi cu role

Biatlonul de vară este un sport multidisciplinar, care combină alergarea de fond  sau schiul cu role și tirul sportiv. Este modelat după biatlon (iarnă), care este un sport olimpic care combină tirul cu pușca și schiul de fond. La fel ca și varianta de iarnă, biatlonul de vară este organizat de Uniunea Internațională de Biatlon (IBU).